# Écriture insulaire
L'écriture insulaire est un système d'écriture médiévale originaire d'Irlande qui s'est répandu en Angleterre et en Europe continentale sous l'influence du christianisme irlandais. Les missionnaires irlandais l'ont apportée dans les monastères qu'ils ont fondé tels que Bobbio. Cette écriture était également utilisée dans des monastères influencés par les missionnaires anglais comme Fulda. Elle est associée à l'art insulaire, dont la plupart des exemples qui nous restent sont des manuscrits enluminés. Elle a grandement influencé la typographie et l’écriture gaéliques modernes.
Le terme « écriture insulaire » est aussi utilisé pour désigner une famille diversifiée d’écritures utilisées pour différentes fonctions. Au sommet de la hiérarchie se trouvait la demi-onciale insulaire (ou « majuscule insulaire »), utilisée pour les documents importants et les textes sacrés. Suivait l'onciale complète, dans une version appelée « onciale anglaise » qui était utilisée dans certains centres anglais. Puis par ordre décroissant de formalité et de vitesse d'écriture accrue sont venus la « minuscule », la « minuscule cursive » et la « minuscule actuelle ». Celles-ci étaient utilisées pour les textes non scripturaires, les lettres, les documents comptables, les notes et tous les autres types de documents écrits.

## Origine
Les écritures se sont développées en Irlande au VIIe siècle et ont été utilisées jusqu'au XIXe siècle, bien que leur période la plus florissante se situe entre 600 et 850. Elles étaient étroitement liées aux écritures onciales et semi-onciales ; le niveau le plus élevé d'écriture insulaire est la majuscule demi-onciale insulaire, qui est étroitement dérivée de l'écriture demi-onciale continentale.

## Apparence

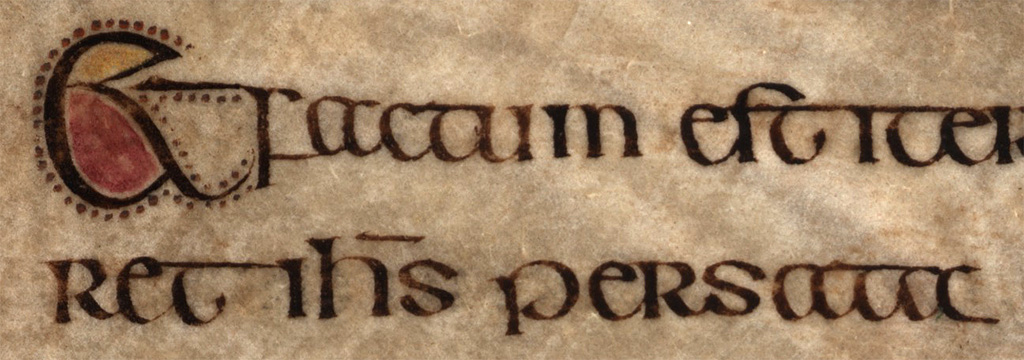
Évangéliaire de saint Chad : Et factum est iter[um cum sabbatis ambula]ret Iesus per sata (Marc 2:23, p. 151)

Relation simplifiée entre diverses écritures, montrant le développement de l'onciale insulaire à partir de l'onciale romaine et grecque

Les œuvres écrites en écritures insulaires utilisent généralement de grandes lettres initiales entourées de points d'encre rouge (bien que cela soit également vrai pour d'autres écritures utilisées en Irlande et en Angleterre). Les lettres qui suivent une grande initiale au début d'un paragraphe ou d'une section diminuent souvent progressivement en taille au fur et à mesure qu'elles sont écrites sur une ligne ou une page, jusqu'à ce que la taille normale soit atteinte, ce que l'on appelle un effet « diminuendo ». Cette innovation insulaire a ensuite influencé le style continental d'enluminure. Les lettres avec ascendantes ( b, d, h, l, etc.) sont écrites avec des sommets triangulaires ou en forme de coin. Les arcs des lettres telles que b, d, p et q sont très larges. L'écriture utilise de nombreuses ligatures et comporte de nombreuses abréviations de scribe uniques, ainsi que de nombreux emprunts aux notes tironiennes.
L'écriture insulaire a été répandue en Angleterre par la mission hiberno-écossaise ; auparavant, l'écriture onciale avait été introduite en Angleterre par Augustin de Cantorbéry. Les influences des deux écritures ont produit le système d'écriture insulaire. Au sein de ce système, le paléographe Julian Brown a identifié cinq niveaux, avec une formalité décroissante :
- La demi-onciale insulaire, ou « majuscule irlandaise » : la plus formelle ; elle a été réservée aux rubriques (directions surlignées) et autres affichages après le IXe siècle[2].
- La minuscule hybride insulaire : la plus formelle des minuscules. Elle a fini par être utilisée pour les livres paroissiaux formels lorsque l'utilisation du « majuscule irlandais » a diminué[2].
- L'ensemble insulaire minuscule
- La minuscule cursive insulaire
- La minuscule actuelle insulaire : la moins formelle[3] ;  la plus rapide.

Brown a également postulé deux phases de développement pour cette écriture : la phase 2 étant principalement influencée par des exemples d'onciales romains, développés à Wearmouth-Jarrow et caractérisés par les Évangiles de Lindisfarne.

## Usage
L’écriture insulaire était utilisée non seulement pour les livres religieux latins, mais aussi pour tout autre type de livre, y compris les œuvres vernaculaires. Les exemples incluent le Livre de Kells, la Cathach de Saint-Columba, l'Ambrosiana Orosius, le Fragment de l'Évangile de Durham, le Livre de Durrow, les Évangiles de Durham, les Évangiles d'Echternach, les Évangiles de Lindisfarne, les Évangiles de Lichfield, le Livre de l'Évangile de Saint-Gall, et le Livre d'Armagh.
L'écriture insulaire a eu une influence sur le développement de la minuscule carolingienne dans les scriptoria de l'empire carolingien.[réf. nécessaire]
En Irlande, l'écriture insulaire a été remplacée vers 850 par l'écriture insulaire tardive ; en Angleterre, elle fut suivie d'une forme de Caroline minuscule .[réf. nécessaire]
L’et tironien – équivalent de l'esperluette – était largement utilisé dans l’écriture (c'est-à-dire agus, « et », en irlandais, et ond, « et », en vieil anglais ) et son utilisation s'est parfois poursuivi dans les polices gaéliques modernes dérivées de l'écriture insulaire.

## Unicode
Unicode traite la représentation des lettres de l'alphabet latin écrites en écriture insulaire comme un choix de police qui ne nécessite aucun codage séparé, c’est-à-dire les lettres latines usuelles mais avec une police d’écriture de style insulaire. Seules quelques lettres insulaires ont des points de code spécifiques car elles sont utilisées par des spécialistes phonétiques comme symboles distincts (ꝺ, ꝼ, ᵹ, ꞃ, ꞅ, ꞇ). Pour restituer correctement l'alphabet complet, une police d'affichage appropriée doit être choisie. Pour afficher les caractères spécialisés, plusieurs polices peuvent être utilisées dont trois, gratuites, qui prennent en charge ces caractères : Junicode, Montagel et Quivira. Gentium et Charis SIL.
Selon Michael Everson, dans la proposition Unicode de 2006 pour ces caractères, 

« pour écrire un texte en police gaélique, seules les lettres ASCII devraient être utilisées, la police devant faire toutes les substitutions pertinentes; les lettres insulaires [proposées ici] ne sont faites que pour les spécialistes qui en ont besoin pour des usages particuliers. »

## Voir également
- Type gaélique
- Art hiberno-saxon
- Insulaire G
- Delta latin

## Sources
- Michael Everson, « N3122: Proposal to add Latin letters and a Greek symbol to the UCS », ISO/IEC JTC1/SC2/WG2, 6 août 2006 (consulté le 22 novembre 2016)
- O'Neill, Timothée. La main irlandaise : les scribes et leurs manuscrits des temps les plus reculés . Cork : Cork University Press, 2014. (ISBN 978-1-7820-5092-6)